# Disney Character Voices International Inc.
Disney Character Voices International, Inc. es una división de The Walt Disney Company, cuya responsabilidad principal es la prestación de servicios de traducción y doblaje para todas las producciones de Disney, incluidas las de Walt Disney Studios Motion Pictures, Disney Music Group y Disney Media Distribution.
Su sede principal está situada en The Walt Disney Studios en Burbank, California y cuenta con 17 oficinas alrededor del mundo.

## Lista de idiomas doblados por Disney Character Voices International, Inc
Lista de los idiomas en cual Disney regularmente lanza sus películas, después del inglés:
- Alemán
- Árabe
- Búlgaro
- Catalán
- Cantonés
- Chino Mandarín
- Croata
- Checo
- Coreano
- Danés
- Español Europeo
- Español Latino Americano
- Eslovaco
- Esloveno
- Estonio
- Finlandés
- Francés Europeo
- Francés Canadiense
- Griego
- Hebreo
- Hindi
- Húngaro
- Indonesio
- Islandés
- Italiano
- Japonés
- Kazajo
- Letón
- Lituano
- Malayo
- Neerlandés
- Noruego
- Polaco
- Portugués Europeo
- Portugués Brasileño
- Rumano
- Ruso
- Serbio
- Sueco
- Tailandés
- Turco
- Ucraniano
- Vietnamita

### Idiomas exclusivos
Idiomas en los cuales una película ha sido doblada y/o lanzada:
- Alemán austriaco (La Sirenita)
- Georgiano (Encanto)
- Hawaiano (Moana)
- Maorí  (Moana)
- Navajo (Buscando a Nemo)
- Sami septentrional (Frozen II)
- Tahitiano (Moana)
- Zulú (El rey león)

### Doblajes lanzados por TV
Idiomas en los cuales han sido doblados dos o más películas, pero solo emitiéndose por televisión, sin lanzamiento en cines o en DVD.
- Bengalí
- Indonesio
- Malayo
- Maratí
- Tagalo
- Tamil
- Télugu

## Doblajes no oficiales
También existen estudios independientes, paralelos a Disney, que han doblado un número significativo de películas en sus respectivos idiomas; usualmente estos doblajes pertenecen a estaciones de televisión locales, como también pueden ser de propiedad del estudio que los desarrolló:
- Abaza (El rey león)
- Albanés
- Armenio
- Cabardiano
- Ingusetio (El rey león)
- Karachái-bálkaro
- Nogayo (El rey león)
- Osetio
- Persa
- Tártaro de Crimea